# Diastylis inplicata
Diastylis inplicata är en kräftdjursart som beskrevs av Mungo Park och Hong 1999. Diastylis inplicata ingår i släktet Diastylis och familjen Diastylidae. Inga underarter finns listade i Catalogue of Life.